# Boxer (US-amerikanische Band)
Boxer sind eine aus Boston (USA) stammende Punkband.  

## Bandgeschichte
Gegründet wurde Boxer 1995 unter anderem von Chris Pennie und Jeremy McDowell.
Boxer waren mit The Hurt Process die erste Band, die auf dem Label Vagrant Records eine komplette Platte veröffentlichten, womit sie die Popularität und den Erfolg von Vagrant Records begründeten.
Nach dem ersten Album löste sich die Band Ende 1999 auf. Einige Mitglieder spielten danach in der Punkrockband The Lot Six. Pennie war ab 1997 bei der Band The Dillinger Escape Plan als Schlagzeuger aktiv.

## Diskografie
- 1998: The Hurt Process